# Sjællands Boldspil-Union
Sjællands Boldspil-Union (SBU) er en lokalunion for fodboldklubber på Sjælland, som blev stiftet den 14. september 1902. SBUs administration har adresse i Roskilde og er medlem af Foreningen af Lokalunioner i Danmark (FLU) under Dansk Boldspil-Union (DBU) og derigennem Danmarks Idræts-Forbund (DIF). Klubber beliggende på Sjælland og de omkringliggende øer kan optages som medlem af SBU.
SBU tæller i alt omkring 378 fodboldklubber med et samlet medlemstal på omkring 75.600, hvilket gør unionen til det næststørste fodboldområde – og den næstældste – under DBU.
Cricket var tidligere også en aktivitet, som blev administreret af SBU.

## SBU medlemsklubber
Udvalgte SBU medlemsklubber og deres seniorholds placeringer (herre og kvinder) i ligaer arrangeret af Dansk Boldspil-Union i sæsonen 2011-12. Resten af medlemmerne spiller i rækker administreret af SBU:
| - Superligaen - Brøndby Idrætsforening - Football Club Nordsjælland (Farum) - Lyngby Boldklub - Herfølge Boldklub Køge - 1. Division - Akademisk Boldklub (Gladsaxe) - Football Club Roskilde - Football Club Vestsjælland (Slagelse) - Næstved Boldklub - 2. Division Øst - Nordvest Football Club (Holbæk) - Idrætsforeningen Skjold Birkerød - Boldklubben Avarta (Rødovre) - Svebølle - Rishøj - Boldklubben Søllerød Vedbæk - Elite 3000 Fodbold (Helsingør) - FC Roskilde - Sports Club Egedal | - Danmarksserien, Pulje 1 - Frederikssund Idræts Klub - FC Øresund (Hørsholm-Usserød) - Allerød Fodbold Klub - Fredensborg Boldklub og Idrætsforening - Boldklubben af 1973 (Herlev) - Greve Fodbold - Ballerup Skovlunde Fodbold (II) - Skovshoved - Danmarksserien, Pulje 2 - Ringsted Idræts Forening - Herlufsholm GF - Næstved BK (2) | - Elitedivisionen (3F-Ligaen) - Brøndby IF - BSF - Taastrup Football Club - Kvinde-1. division - Frederiksværk Fodbold Klub - Kvinde-Danmarksserien, Pulje 1 - Boldklubben 1973 Slagelse - Ballerup Skovlunde Fodbold (II) - Raklev GI - Vordingborg Idrætsforening |

## Ekstern henvisning
- Sjællands Boldspil-Unions officielle hjemmeside Arkiveret 10. april 2007 hos  Wayback Machine